# Bathyphantes brevipes
Bathyphantes brevipes là một loài nhện trong họ Linyphiidae.
Loài này thuộc chi Bathyphantes. Bathyphantes brevipes được James Henry Emerton miêu tả năm 1917.